# HAT-P-14
HAT-P-14 — одиночная звезда в созвездии Геркулеса на расстоянии приблизительно 730 световых лет (около 224 парсек) от Солнца. Видимая звёздная величина звезды — +9,99m. Возраст звезды определён как около 1,3 млрд лет.
Вокруг звезды обращается, как минимум, одна планета.

## Характеристики
HAT-P-14 — жёлто-белая звезда спектрального класса F. Масса — около 1,386 солнечной, радиус — около 1,66 солнечного, светимость — около 4,121 солнечной. Эффективная температура — около 6477 K.
HAT-P-14 представляет собой карлик главной последовательности. Звезда немного массивнее и крупнее Солнца, при этом по яркости превосходит наше дневное светило более, чем в 3 раза.

## Планетная система
В 2010 году группой астрономов, работающих в рамках программы HATNet, было объявлено об открытии планеты HAT-P-14 b в данной системе. Также открыта независимо группой астрономов проекта SuperWASP под именем WASP-27 b. Это газовый гигант, очень близко расположенный к родительской звезде, с массой и диаметром, равными 2,232 и 1,15 юпитерианской соответственно. Планету относят к классу горячих юпитеров.